# Lista cronologică a campionilor de tenis de Grand Slam
Situație imediat după Wimbledon 2024;
- Din 1877 s-au jucat 486 de campionate de Grand Slam la simplu masculin.
- 153 de jucători diferiți au câștigat un campionat de Grand Slam la simplu masculin; sunt enumerați aici în ordinea primei lor victorii.

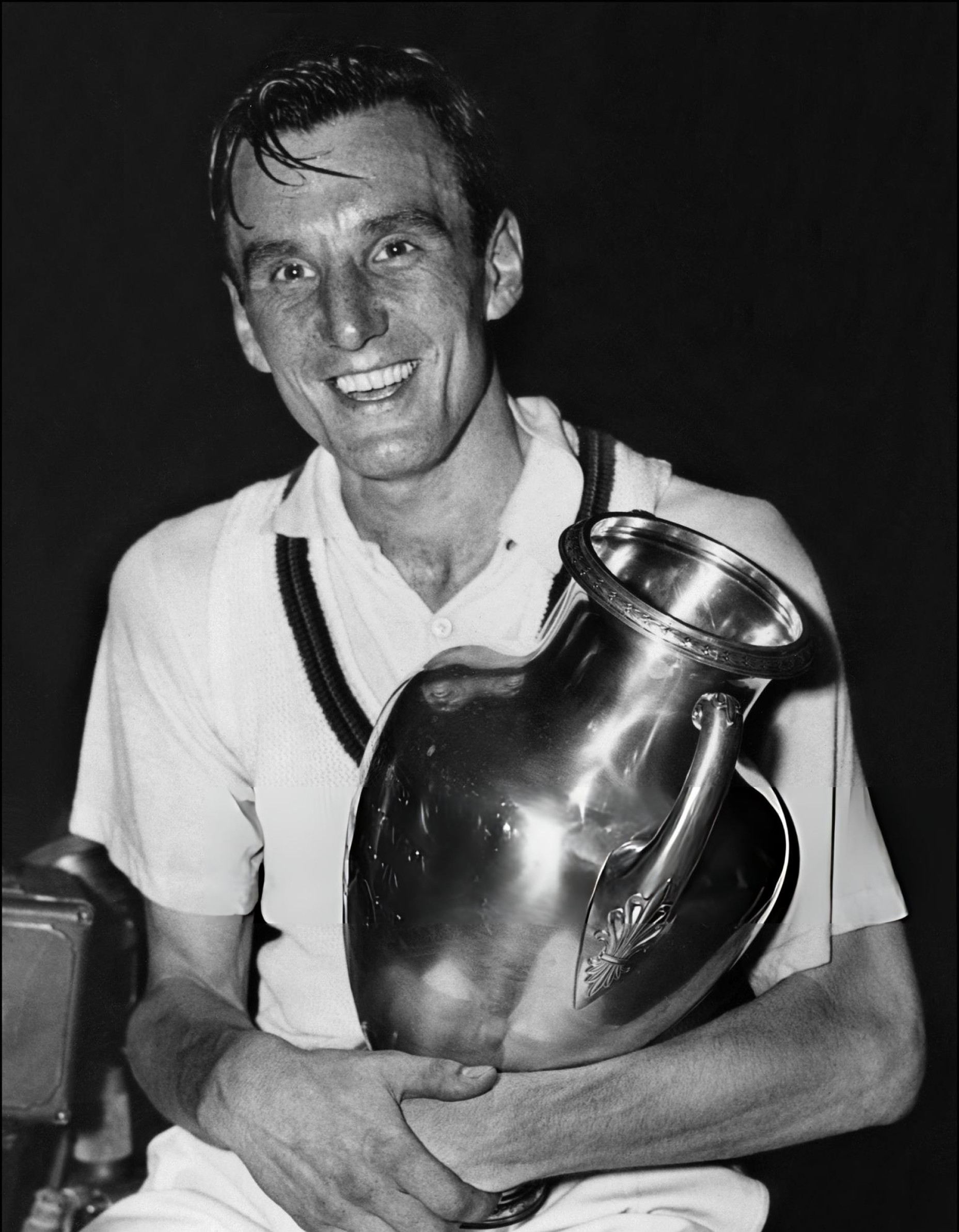
Fred Perry a încheiat un Grand Slam în carieră la Campionatele Franței din 1935.
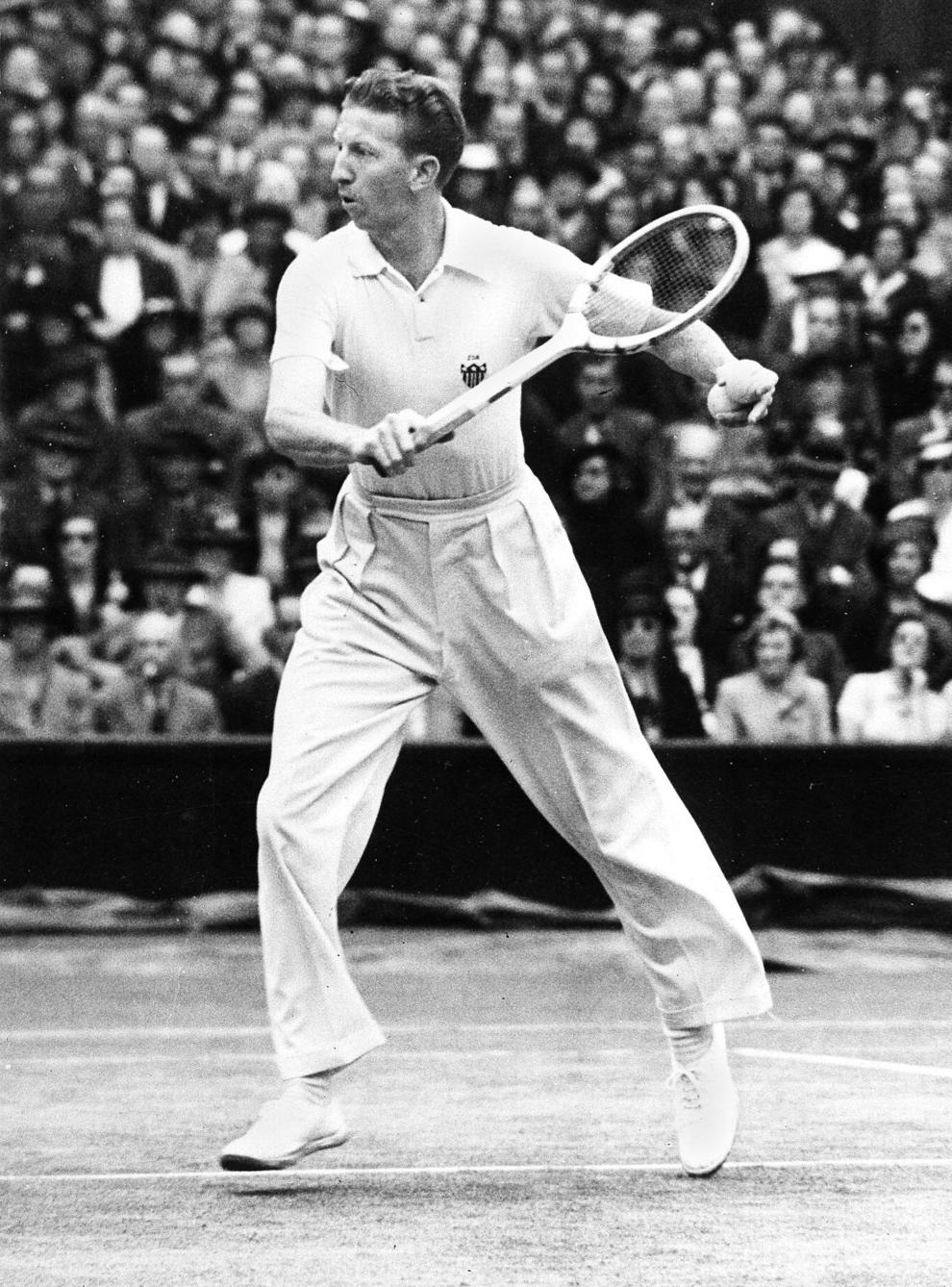
Don Budge a finalizat un Grand Slam la Campionatele SUA din 1938.
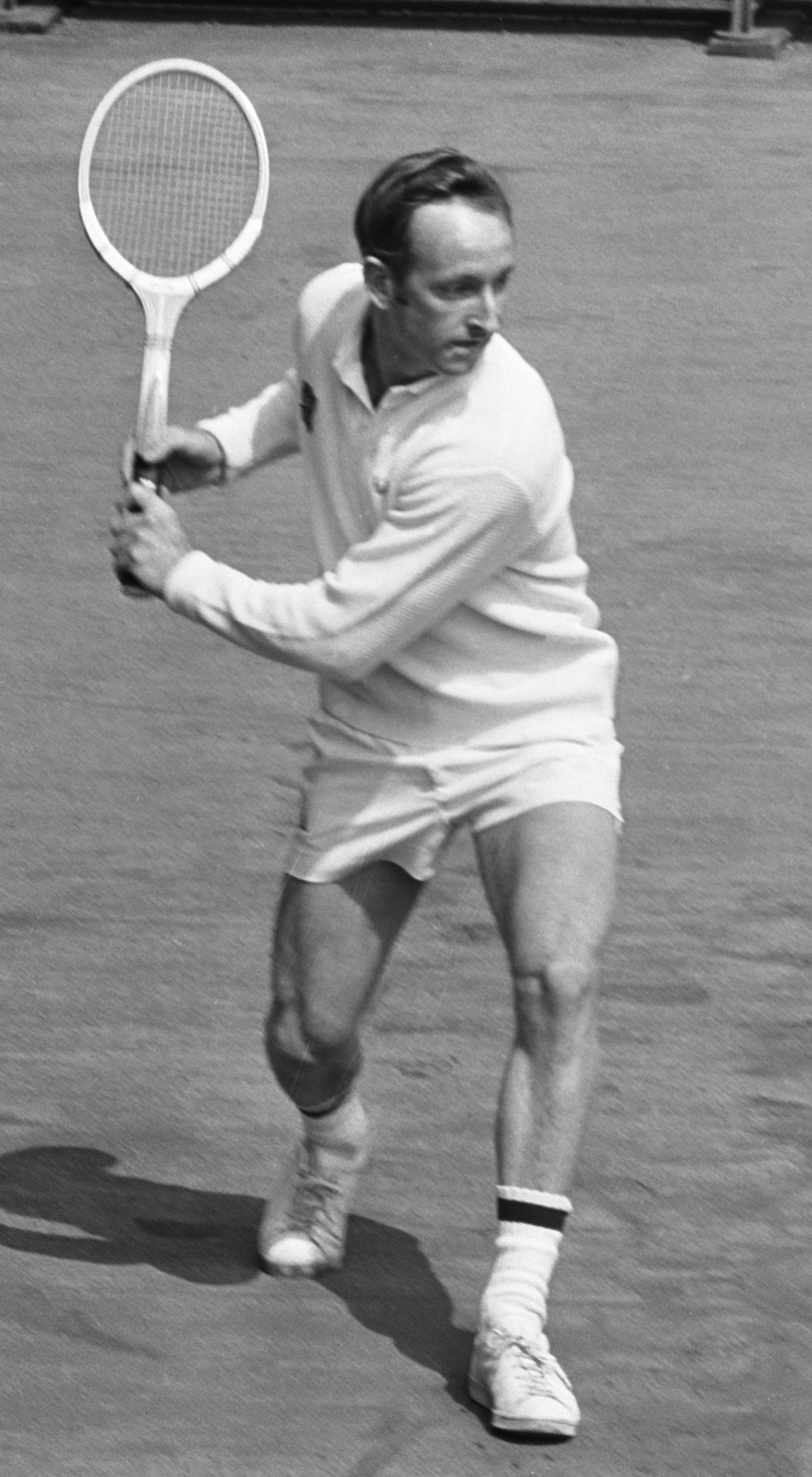
Rod Laver a încheiat un Grand Slam la Campionatele SUA din 1962 și la US Open din 1969.
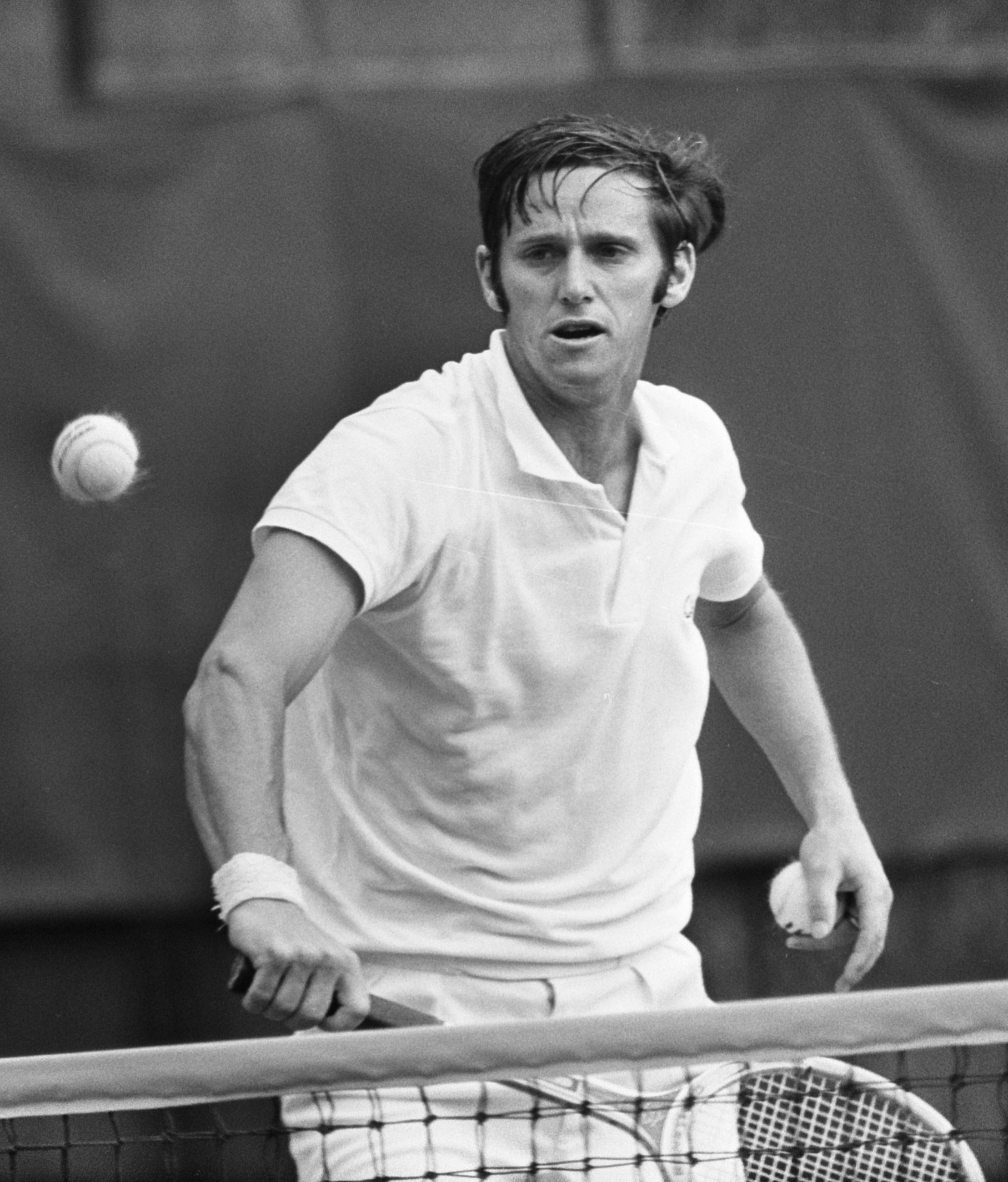
Roy Emerson a încheiat un Grand Slam în carieră la Wimbledon din 1964 și Campionatele Franței din 1967
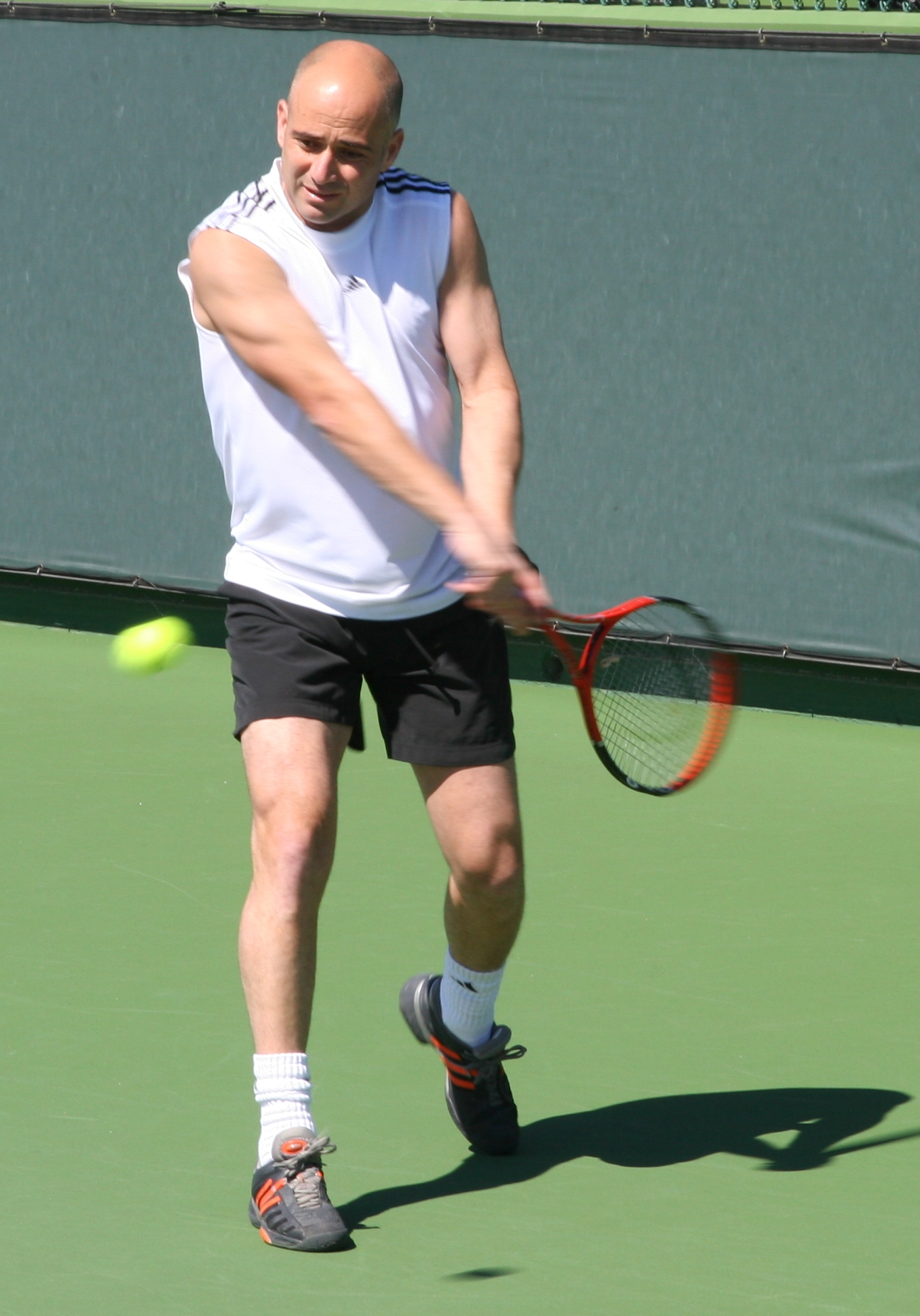
Andre Agassi a încheiat un Grand Slam în carieră la French Open 1999.
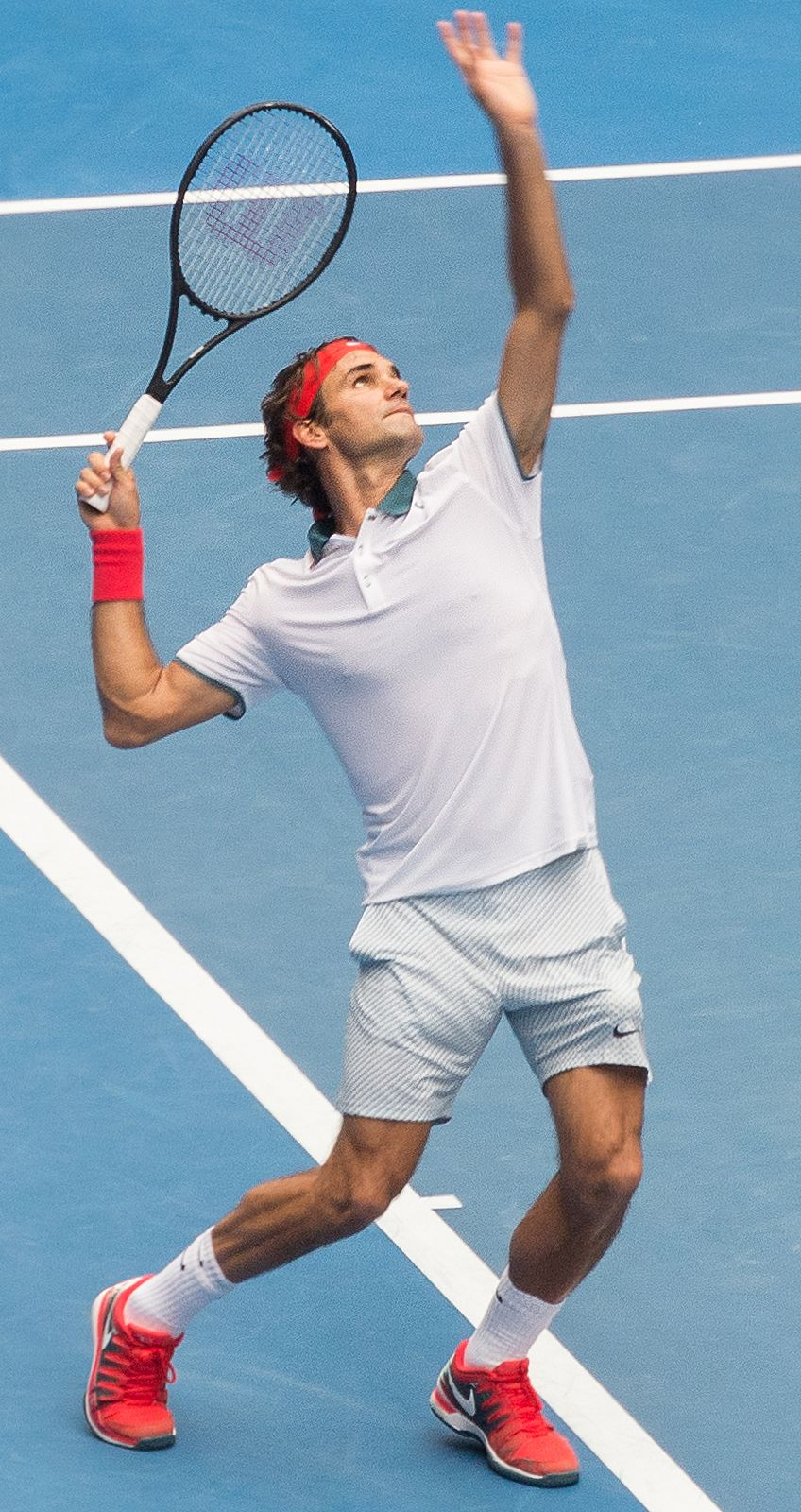
Roger Federer a încheiat un Grand Slam în carieră la French Open 2009.
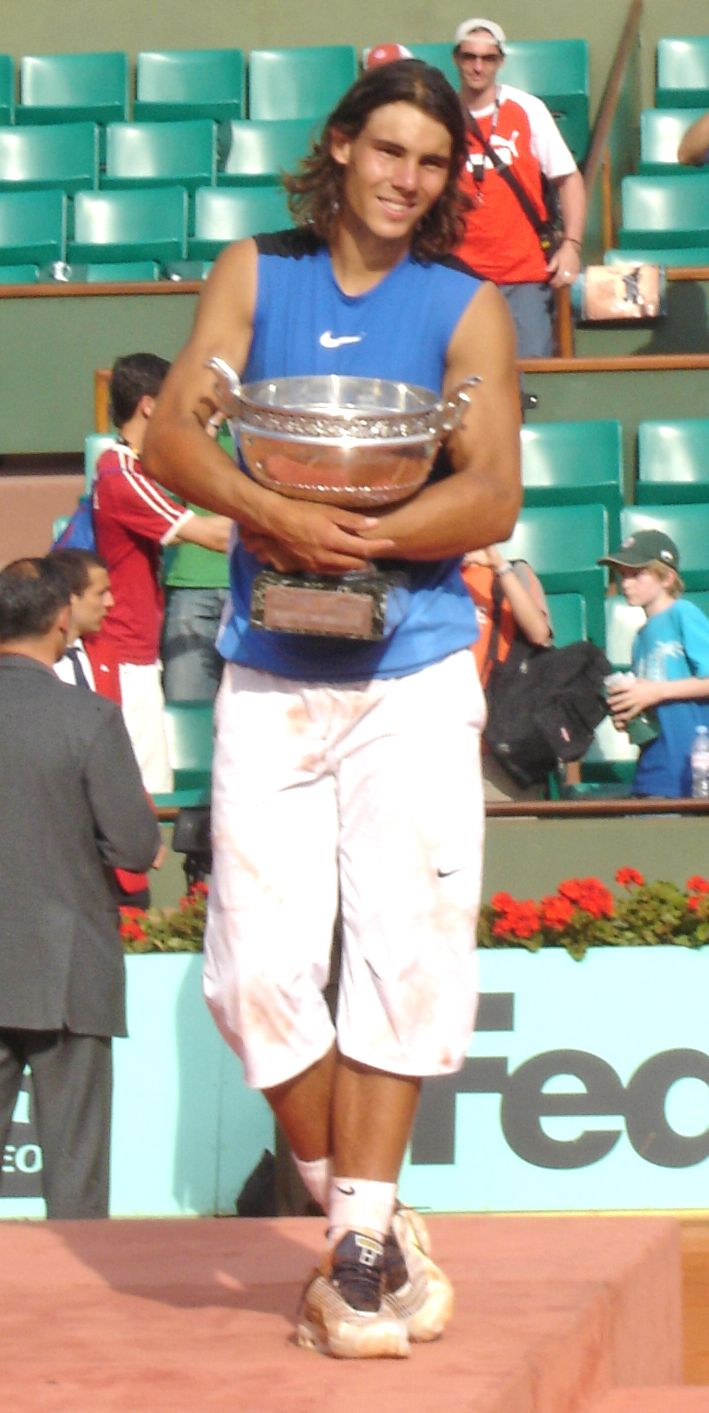
Rafael Nadal a încheiat un Grand Slam în carieră la US Open 2010 și al doilea Grand Slam în carieră la Australian Open 2022
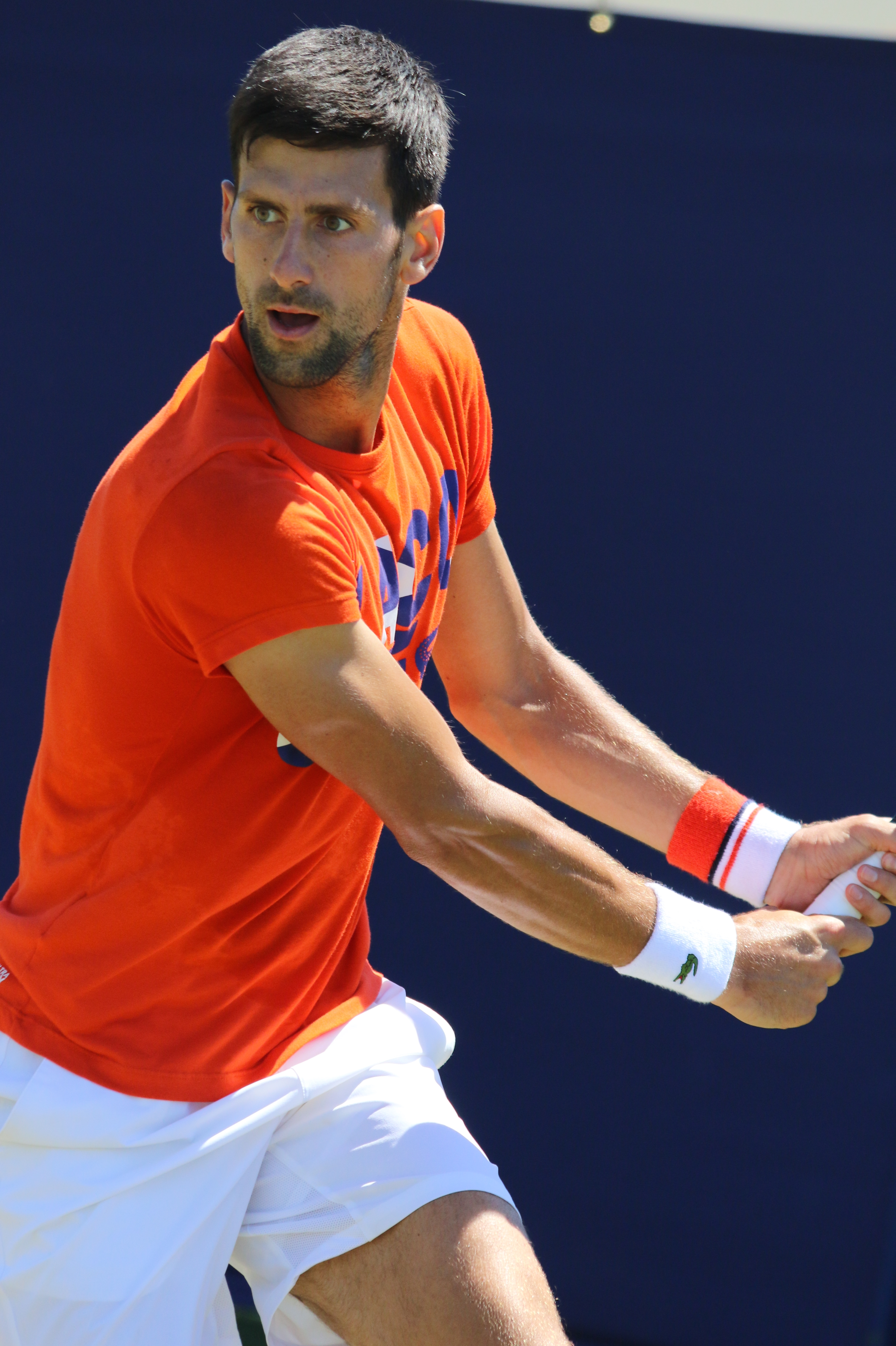
Novak Djokovic a încheiat un Grand Slam non-calendaristic la French Open 2016 și un triplu Grand Slam în carieră la French Open 2023.

| Legendă | Jucătorul a finalizat un Grand Slam (turneu cu font îngroșat)                  |
| Legendă | Jucătorul a încheiat un Grand Slam non-calendaristic (turneu cu font îngroșat) |
| Legendă | Jucătorul a încheiat un Grand Slam în carieră (turneu cu font îngroșat)        |

| #           | Campion               | An    | Primul major                | Majore | Australian Open                                            | French Open                                                                        | Wimbledon                                      | US Open                                  |
| ----------- | --------------------- | ----- | --------------------------- | ------ | ---------------------------------------------------------- | ---------------------------------------------------------------------------------- | ---------------------------------------------- | ---------------------------------------- |
| 1           | Spencer Gore          | 1877  | Wimbledon                   | 1      |                                                            |                                                                                    | 1877                                           |                                          |
| 2           | Frank Hadow           | 1878  | Wimbledon                   | 1      |                                                            |                                                                                    | 1878                                           |                                          |
| 3           | John Hartley          | 1879  | Wimbledon                   | 2      |                                                            |                                                                                    | 1879, 1880                                     |                                          |
| 4           | William Renshaw       | 1881  | Wimbledon                   | 7      |                                                            |                                                                                    | 1881, 1882, 1883, 1884, 1885, 1886, 1889       |                                          |
| 5           | Richard Sears         | 1881  | U.S. National Championships | 7      |                                                            |                                                                                    |                                                | 1881, 1882, 1883, 1884, 1885, 1886, 1887 |
| 6           | Herbert Lawford       | 1887  | Wimbledon                   | 1      |                                                            |                                                                                    | 1887                                           |                                          |
| 7           | Ernest Renshaw        | 1888  | Wimbledon                   | 1      |                                                            |                                                                                    | 1888                                           |                                          |
| 8           | Henry Slocum          | 1888  | U.S. National Championships | 2      |                                                            |                                                                                    |                                                | 1888, 1889                               |
| 9           | Willoughby Hamilton   | 1890  | Wimbledon                   | 1      |                                                            |                                                                                    | 1890                                           |                                          |
| 10          | Oliver Campbell       | 1890  | U.S. National Championships | 3      |                                                            |                                                                                    |                                                | 1890, 1891, 1892                         |
| 11          | Wilfred Baddeley      | 1891  | Wimbledon                   | 3      |                                                            |                                                                                    | 1891, 1892, 1895                               |                                          |
| 12          | Joshua Pim            | 1893  | Wimbledon                   | 2      |                                                            |                                                                                    | 1893, 1894                                     |                                          |
| 13          | Robert Wrenn          | 1893  | U.S. National Championships | 4      |                                                            |                                                                                    |                                                | 1893, 1894, 1896, 1897                   |
| 14          | Fred Hovey            | 1895  | U.S. National Championships | 1      |                                                            |                                                                                    |                                                | 1895                                     |
| 15          | Harold Mahony         | 1896  | Wimbledon                   | 1      |                                                            |                                                                                    | 1896                                           |                                          |
| 16          | Reginald Doherty      | 1897  | Wimbledon                   | 4      |                                                            |                                                                                    | 1897, 1898, 1899, 1900                         |                                          |
| 17          | Malcolm Whitman       | 1898  | U.S. National Championships | 3      |                                                            |                                                                                    |                                                | 1898, 1899, 1900                         |
| 18          | Arthur Gore           | 1901  | Wimbledon                   | 3      |                                                            |                                                                                    | 1901, 1908, 1909                               |                                          |
| 19          | William Larned        | 1901  | U.S. National Championships | 7      |                                                            |                                                                                    |                                                | 1901, 1902, 1907, 1908, 1909, 1910, 1911 |
| 20          | Laurence Doherty      | 1902  | Wimbledon                   | 6      |                                                            |                                                                                    | 1902, 1903, 1904, 1905, 1906                   | 1903                                     |
| 21          | Holcombe Ward         | 1904  | U.S. National Championships | 1      |                                                            |                                                                                    |                                                | 1904                                     |
| 22          | Beals Wright          | 1905  | U.S. National Championships | 1      |                                                            |                                                                                    |                                                | 1905                                     |
| 23          | Rodney Heath          | 1905  | Australasian Championships  | 2      | 1905, 1910                                                 |                                                                                    |                                                |                                          |
| 24          | William Clothier      | 1906  | U.S. National Championships | 1      |                                                            |                                                                                    |                                                | 1906                                     |
| 25          | Anthony Wilding       | 1906  | Australasian Championships  | 6      | 1906, 1909                                                 |                                                                                    | 1910, 1911, 1912, 1913                         |                                          |
| 26          | Norman Brookes        | 1907  | Wimbledon                   | 3      | 1911                                                       |                                                                                    | 1907, 1914                                     |                                          |
| 27          | Horace Rice           | 1907  | Australasian Championships  | 1      | 1907                                                       |                                                                                    |                                                |                                          |
| 28          | Fred Alexander        | 1908  | Australasian Championships  | 1      | 1908                                                       |                                                                                    |                                                |                                          |
| 29          | Maurice McLoughlin    | 1912  | U.S. National Championships | 2      |                                                            |                                                                                    |                                                | 1912, 1913                               |
| 30          | James Parke           | 1912  | Australasian Championships  | 1      | 1912                                                       |                                                                                    |                                                |                                          |
| 31          | Ernie Parker          | 1913  | Australasian Championships  | 1      | 1913                                                       |                                                                                    |                                                |                                          |
| 32          | Richard Williams      | 1914  | U.S. National Championships | 2      |                                                            |                                                                                    |                                                | 1914, 1916                               |
| 33          | Arthur O'Hara Wood    | 1914  | Australasian Championships  | 1      | 1914                                                       |                                                                                    |                                                |                                          |
| 34          | Francis Lowe          | 1915  | Australasian Championships  | 1      | 1915                                                       |                                                                                    |                                                |                                          |
| 35          | William Johnston      | 1915  | U.S. National Championships | 3      |                                                            |                                                                                    | 1923                                           | 1915, 1919                               |
| 36          | Lindley Murray        | 1917  | U.S. National Championships | 2      |                                                            |                                                                                    |                                                | 1917, 1918                               |
| 37          | Gerald Patterson      | 1919  | Wimbledon                   | 3      | 1927                                                       |                                                                                    | 1919, 1922                                     |                                          |
| 38          | Algernon Kingscote    | 1919  | Australasian Championships  | 1      | 1919                                                       |                                                                                    |                                                |                                          |
| 39          | Pat O'Hara Wood       | 1920  | Australasian Championships  | 2      | 1920, 1923                                                 |                                                                                    |                                                |                                          |
| 40          | William Tilden        | 1920  | Wimbledon                   | 10     |                                                            |                                                                                    | 1920, 1921, 1930                               | 1920, 1921, 1922, 1923, 1924, 1925, 1929 |
| 41          | Rhys Gemmell          | 1921  | Australasian Championships  | 1      | 1921                                                       |                                                                                    |                                                |                                          |
| 42          | James Anderson        | 1922  | Australasian Championships  | 3      | 1922, 1924, 1925                                           |                                                                                    |                                                |                                          |
| 43          | Jean Borotra          | 1924  | Wimbledon                   | 4      | 1928                                                       | 1931                                                                               | 1924, 1926                                     |                                          |
| 44          | René Lacoste          | 1925  | French Championships        | 7      |                                                            | 1925, 1927, 1929                                                                   | 1925, 1928                                     | 1926, 1927                               |
| 45          | John Hawkes           | 1926  | Australasian Championships  | 1      | 1926                                                       |                                                                                    |                                                |                                          |
| 46          | Henri Cochet          | 1926  | French Championships        | 7      |                                                            | 1926, 1928, 1930, 1932                                                             | 1927, 1929                                     | 1928                                     |
| 47          | John Gregory          | 1929  | Australian Championships    | 1      | 1929                                                       |                                                                                    |                                                |                                          |
| 48          | Edgar Moon            | 1930  | Australian Championships    | 1      | 1930                                                       |                                                                                    |                                                |                                          |
| 49          | John Doeg             | 1930  | U.S. National Championships | 1      |                                                            |                                                                                    |                                                | 1930                                     |
| 50          | Jack Crawford         | 1931  | Australian Championships    | 6      | 1931, 1932, 1933, 1935                                     | 1933                                                                               | 1933                                           |                                          |
| 51          | Sidney Wood           | 1931  | Wimbledon                   | 1      |                                                            |                                                                                    | 1931                                           |                                          |
| 52          | Ellsworth Vines       | 1931  | U.S. National Championships | 3      |                                                            |                                                                                    | 1932                                           | 1931, 1932                               |
| 53          | Fred Perry            | 1933  | U.S. National Championships | 8      | 1934                                                       | 1935                                                                               | 1934, 1935, 1936                               | 1933, 1934, 1936                         |
| 54          | Gottfried von Cramm   | 1934  | French Championships        | 2      |                                                            | 1934, 1936                                                                         |                                                |                                          |
| 55          | Wilmer Allison        | 1935  | U.S. National Championships | 1      |                                                            |                                                                                    |                                                | 1935                                     |
| 56          | Adrian Quist          | 1936  | Australian Championships    | 3      | 1936, 1940, 1948                                           |                                                                                    |                                                |                                          |
| 57          | Vivian McGrath        | 1937  | Australian Championships    | 1      | 1937                                                       |                                                                                    |                                                |                                          |
| 58          | Henner Henkel         | 1937  | French Championships        | 1      |                                                            | 1937                                                                               |                                                |                                          |
| 59          | Don Budge             | 1937  | Wimbledon                   | 6      | 1938                                                       | 1938                                                                               | 1937, 1938                                     | 1937, 1938                               |
| 60          | John Bromwich         | 1939  | Australian Championships    | 2      | 1939, 1946                                                 |                                                                                    |                                                |                                          |
| 61          | Don McNeill           | 1939  | French Championships        | 2      |                                                            | 1939                                                                               |                                                | 1940                                     |
| 62          | Bobby Riggs           | 1939  | Wimbledon                   | 3      |                                                            |                                                                                    | 1939                                           | 1939, 1941                               |
| 63          | Ted Schroeder         | 1942  | U.S. National Championships | 2      |                                                            |                                                                                    | 1949                                           | 1942                                     |
| 64          | Joseph Hunt           | 1943  | U.S. National Championships | 1      |                                                            |                                                                                    |                                                | 1943                                     |
| 65          | Frank Parker          | 1944  | U.S. National Championships | 4      |                                                            | 1948, 1949                                                                         |                                                | 1944, 1945                               |
| 66          | Marcel Bernard        | 1946  | French Championships        | 1      |                                                            | 1946                                                                               |                                                |                                          |
| 67          | Yvon Petra            | 1946  | Wimbledon                   | 1      |                                                            |                                                                                    | 1946                                           |                                          |
| 68          | Jack Kramer           | 1946  | U.S. National Championships | 3      |                                                            |                                                                                    | 1947                                           | 1946, 1947                               |
| 69          | Dinny Pails           | 1947  | Australian Championships    | 1      | 1947                                                       |                                                                                    |                                                |                                          |
| 70          | József Asbóth         | 1947  | French Championships        | 1      |                                                            | 1947                                                                               |                                                |                                          |
| 71          | Bob Falkenburg        | 1948  | Wimbledon                   | 1      |                                                            |                                                                                    | 1948                                           |                                          |
| 72          | Pancho Gonzales       | 1948  | U.S. National Championships | 2      |                                                            |                                                                                    |                                                | 1948, 1949                               |
| 73          | Frank Sedgman         | 1949  | Australian Championships    | 5      | 1949, 1950                                                 |                                                                                    | 1952                                           | 1951, 1952                               |
| 74          | Budge Patty           | 1950  | French Championships        | 2      |                                                            | 1950                                                                               | 1950                                           |                                          |
| 75          | Arthur Larsen         | 1950  | U.S. National Championships | 1      |                                                            |                                                                                    |                                                | 1950                                     |
| 76          | Richard Savitt        | 1951  | Australian Championships    | 2      | 1951                                                       |                                                                                    | 1951                                           |                                          |
| 77          | Jaroslav Drobný       | 1951  | French Championships        | 3      |                                                            | 1951, 1952                                                                         | 1954                                           |                                          |
| 78          | Ken McGregor          | 1952  | Australian Championships    | 1      | 1952                                                       |                                                                                    |                                                |                                          |
| 79          | Ken Rosewall          | 1953  | Australian Championships    | 8      | 1953, 1955, 1971, 1972                                     | 1953, 1968                                                                         |                                                | 1956, 1970                               |
| 80          | Vic Seixas            | 1953  | Wimbledon                   | 2      |                                                            |                                                                                    | 1953                                           | 1954                                     |
| 81          | Tony Trabert          | 1953  | U.S. National Championships | 5      |                                                            | 1954, 1955                                                                         | 1955                                           | 1953, 1955                               |
| 82          | Mervyn Rose           | 1954  | Australian Championships    | 2      | 1954                                                       | 1958                                                                               |                                                |                                          |
| 83          | Lew Hoad              | 1956  | Australian Championships    | 4      | 1956                                                       | 1956                                                                               | 1956, 1957                                     |                                          |
| 84          | Ashley Cooper         | 1957  | Australian Championships    | 4      | 1957, 1958                                                 |                                                                                    | 1958                                           | 1958                                     |
| 85          | Sven Davidson         | 1957  | French Championships        | 1      |                                                            | 1957                                                                               |                                                |                                          |
| 86          | Malcolm Anderson      | 1957  | U.S. National Championships | 1      |                                                            |                                                                                    |                                                | 1957                                     |
| 87          | Alex Olmedo           | 1959  | Australian Championships    | 2      | 1959                                                       |                                                                                    | 1959                                           |                                          |
| 88          | Nicola Pietrangeli    | 1959  | French Championships        | 2      |                                                            | 1959, 1960                                                                         |                                                |                                          |
| 89          | Neale Fraser          | 1959  | U.S. National Championships | 3      |                                                            |                                                                                    | 1960                                           | 1959, 1960                               |
| 90          | Rod Laver             | 1960  | Australian Championships    | 11     | 1960, 1962, 1969                                           | 1962, 1969                                                                         | 1961, 1962, 1968, 1969                         | 1962, 1969                               |
| 91          | Roy Emerson           | 1961  | Australian Championships    | 12     | 1961, 1963, 1964, 1965, 1966, 1967                         | 1963, 1967                                                                         | 1964, 1965                                     | 1961, 1964                               |
| 92          | Manuel Santana        | 1961  | French Championships        | 4      |                                                            | 1961, 1964                                                                         | 1966                                           | 1965                                     |
| 93          | Chuck McKinley        | 1963  | Wimbledon                   | 1      |                                                            |                                                                                    | 1963                                           |                                          |
| 94          | Rafael Osuna          | 1963  | U.S. National Championships | 1      |                                                            |                                                                                    |                                                | 1963                                     |
| 95          | Fred Stolle           | 1965  | French Championships        | 2      |                                                            | 1965                                                                               |                                                | 1966                                     |
| 96          | Tony Roche            | 1966  | French Championships        | 1      |                                                            | 1966                                                                               |                                                |                                          |
| 97          | John Newcombe         | 1967  | Wimbledon                   | 7      | 1973, 1975                                                 |                                                                                    | 1967, 1970, 1971                               | 1967, 1973                               |
| 98          | Bill Bowrey           | 1968  | Australian Championships    | 1      | 1968                                                       |                                                                                    |                                                |                                          |
| 99          | Arthur Ashe           | 1968  | US Open                     | 3      | 1970                                                       |                                                                                    | 1975                                           | 1968                                     |
| 100         | Jan Kodeš             | 1970  | French Open                 | 3      |                                                            | 1970, 1971                                                                         | 1973                                           |                                          |
| 101         | Stan Smith            | 1971  | US Open                     | 2      |                                                            |                                                                                    | 1972                                           | 1971                                     |
| 102         | Ilie Năstase          | 1972  | US Open                     | 2      |                                                            | 1973                                                                               |                                                | 1972                                     |
| 103         | Andrés Gimeno         | 1972  | French Open                 | 1      |                                                            | 1972                                                                               |                                                |                                          |
| 104         | Jimmy Connors         | 1974  | Australian Open             | 8      | 1974                                                       |                                                                                    | 1974, 1982                                     | 1974, 1976, 1978, 1982, 1983             |
| 105         | Björn Borg            | 1974  | French Open                 | 11     |                                                            | 1974, 1975, 1978, 1979, 1980, 1981                                                 | 1976, 1977, 1978, 1979, 1980                   |                                          |
| 106         | Manuel Orantes        | 1975  | US Open                     | 1      |                                                            |                                                                                    |                                                | 1975                                     |
| 107         | Mark Edmondson        | 1976  | Australian Open             | 1      | 1976                                                       |                                                                                    |                                                |                                          |
| 108         | Adriano Panatta       | 1976  | French Open                 | 1      |                                                            | 1976                                                                               |                                                |                                          |
| 109         | Roscoe Tanner         | 1977  | Australian Open             | 1      | 1977(Jan)                                                  |                                                                                    |                                                |                                          |
| 110         | Guillermo Vilas       | 1977  | French Open                 | 4      | 1978, 1979                                                 | 1977                                                                               |                                                | 1977                                     |
| 111         | Vitas Gerulaitis      | 1977  | Australian Open             | 1      | 1977(Dec)                                                  |                                                                                    |                                                |                                          |
| 112         | John McEnroe          | 1979  | US Open                     | 7      |                                                            |                                                                                    | 1981, 1983, 1984                               | 1979, 1980, 1981, 1984                   |
| 113         | Brian Teacher         | 1980  | Australian Open             | 1      | 1980                                                       |                                                                                    |                                                |                                          |
| 114         | / Johan Kriek         | 1981  | Australian Open             | 2      | 1981, 1982                                                 |                                                                                    |                                                |                                          |
| 115         | Mats Wilander         | 1982  | French Open                 | 7      | 1983, 1984, 1988                                           | 1982, 1985, 1988                                                                   |                                                | 1988                                     |
| 116         | Yannick Noah          | 1983  | French Open                 | 1      |                                                            | 1983                                                                               |                                                |                                          |
| 117         | Ivan Lendl            | 1984  | French Open                 | 8      | 1989, 1990                                                 | 1984, 1986, 1987                                                                   |                                                | 1985, 1986, 1987                         |
| 118         | Boris Becker          | 1985  | Wimbledon                   | 6      | 1991, 1996                                                 |                                                                                    | 1985, 1986, 1989                               | 1989                                     |
| 119         | Stefan Edberg         | 1985  | Australian Open             | 6      | 1985, 1987                                                 |                                                                                    | 1988, 1990                                     | 1991, 1992                               |
| 120         | Pat Cash              | 1987  | Wimbledon                   | 1      |                                                            |                                                                                    | 1987                                           |                                          |
| 121         | Michael Chang         | 1989  | French Open                 | 1      |                                                            | 1989                                                                               |                                                |                                          |
| 122         | Andrés Gómez          | 1990  | French Open                 | 1      |                                                            | 1990                                                                               |                                                |                                          |
| 123         | Pete Sampras          | 1990  | US Open                     | 14     | 1994, 1997                                                 |                                                                                    | 1993, 1994, 1995, 1997, 1998, 1999, 2000       | 1990, 1993, 1995, 1996, 2002             |
| 124         | Jim Courier           | 1991  | French Open                 | 4      | 1992, 1993                                                 | 1991, 1992                                                                         |                                                |                                          |
| 125         | Michael Stich         | 1991  | Wimbledon                   | 1      |                                                            |                                                                                    | 1991                                           |                                          |
| 126         | Andre Agassi          | 1992  | Wimbledon                   | 8      | 1995, 2000, 2001, 2003                                     | 1999                                                                               | 1992                                           | 1994, 1999                               |
| 127         | Sergi Bruguera        | 1993  | French Open                 | 2      |                                                            | 1993, 1994                                                                         |                                                |                                          |
| 128         | Thomas Muster         | 1995  | French Open                 | 1      |                                                            | 1995                                                                               |                                                |                                          |
| 129         | Yevgeny Kafelnikov    | 1996  | French Open                 | 2      | 1999                                                       | 1996                                                                               |                                                |                                          |
| 130         | Richard Krajicek      | 1996  | Wimbledon                   | 1      |                                                            |                                                                                    | 1996                                           |                                          |
| 131         | Gustavo Kuerten       | 1997  | French Open                 | 3      |                                                            | 1997, 2000, 2001                                                                   |                                                |                                          |
| 132         | Patrick Rafter        | 1997  | US Open                     | 2      |                                                            |                                                                                    |                                                | 1997, 1998                               |
| 133         | Petr Korda            | 1998  | Australian Open             | 1      | 1998                                                       |                                                                                    |                                                |                                          |
| 134         | Carlos Moyá           | 1998  | French Open                 | 1      |                                                            | 1998                                                                               |                                                |                                          |
| 135         | Marat Safin           | 2000  | US Open                     | 2      | 2005                                                       |                                                                                    |                                                | 2000                                     |
| 136         | Goran Ivanišević      | 2001  | Wimbledon                   | 1      |                                                            |                                                                                    | 2001                                           |                                          |
| 137         | Lleyton Hewitt        | 2001  | US Open                     | 2      |                                                            |                                                                                    | 2002                                           | 2001                                     |
| 138         | Thomas Johansson      | 2002  | Australian Open             | 1      | 2002                                                       |                                                                                    |                                                |                                          |
| 139         | Albert Costa          | 2002  | French Open                 | 1      |                                                            | 2002                                                                               |                                                |                                          |
| 140         | Juan Carlos Ferrero   | 2003  | French Open                 | 1      |                                                            | 2003                                                                               |                                                |                                          |
| 141         | Roger Federer         | 2003  | Wimbledon                   | 20     | 2004, 2006, 2007, 2010, 2017, 2018                         | 2009                                                                               | 2003, 2004, 2005, 2006, 2007, 2009, 2012, 2017 | 2004, 2005, 2006, 2007, 2008             |
| 142         | Andy Roddick          | 2003  | US Open                     | 1      |                                                            |                                                                                    |                                                | 2003                                     |
| 143         | Gastón Gaudio         | 2004  | French Open                 | 1      |                                                            | 2004                                                                               |                                                |                                          |
| 144         | Rafael Nadal          | 2005  | French Open                 | 22     | 2009, 2022                                                 | 2005, 2006, 2007, 2008, 2010, 2011, 2012, 2013, 2014, 2017, 2018, 2019, 2020, 2022 | 2008, 2010                                     | 2010, 2013, 2017, 2019                   |
| 145         | Novak Djokovic        | 2008  | Australian Open             | 24     | 2008, 2011, 2012, 2013, 2015, 2016, 2019, 2020, 2021, 2023 | 2016, 2021, 2023                                                                   | 2011, 2014, 2015, 2018, 2019, 2021, 2022       | 2011, 2015, 2018, 2023                   |
| 146         | Juan Martín del Potro | 2009  | US Open                     | 1      |                                                            |                                                                                    |                                                | 2009                                     |
| 147         | Andy Murray           | 2012  | US Open                     | 3      |                                                            |                                                                                    | 2013, 2016                                     | 2012                                     |
| 148         | Stan Wawrinka         | 2014  | Australian Open             | 3      | 2014                                                       | 2015                                                                               |                                                | 2016                                     |
| 149         | Marin Čilić           | 2014  | US Open                     | 1      |                                                            |                                                                                    |                                                | 2014                                     |
| 150         | Dominic Thiem         | 2020  | US Open                     | 1      |                                                            |                                                                                    |                                                | 2020                                     |
| 151         | Daniil Medvedev       | 2021  | US Open                     | 1      |                                                            |                                                                                    |                                                | 2021                                     |
| 152         | Carlos Alcaraz        | 2022  | US Open                     | 5      |                                                            | 2024, 2025                                                                         | 2023, 2024                                     | 2022                                     |
| 153         | Jannik Sinner         | 2024  | Australian Open             | 4      | 2024, 2025                                                 |                                                                                    | 2025                                           | 2024                                     |
| Câștigători |                       |       |                             | Majore | Australian Open                                            | French Open                                                                        | Wimbledon                                      | U.S. Open                                |
| 153         | Total                 | Total | Total                       | 490    | 113                                                        | 95                                                                                 | 138                                            | 144                                      |